# John Michaelis

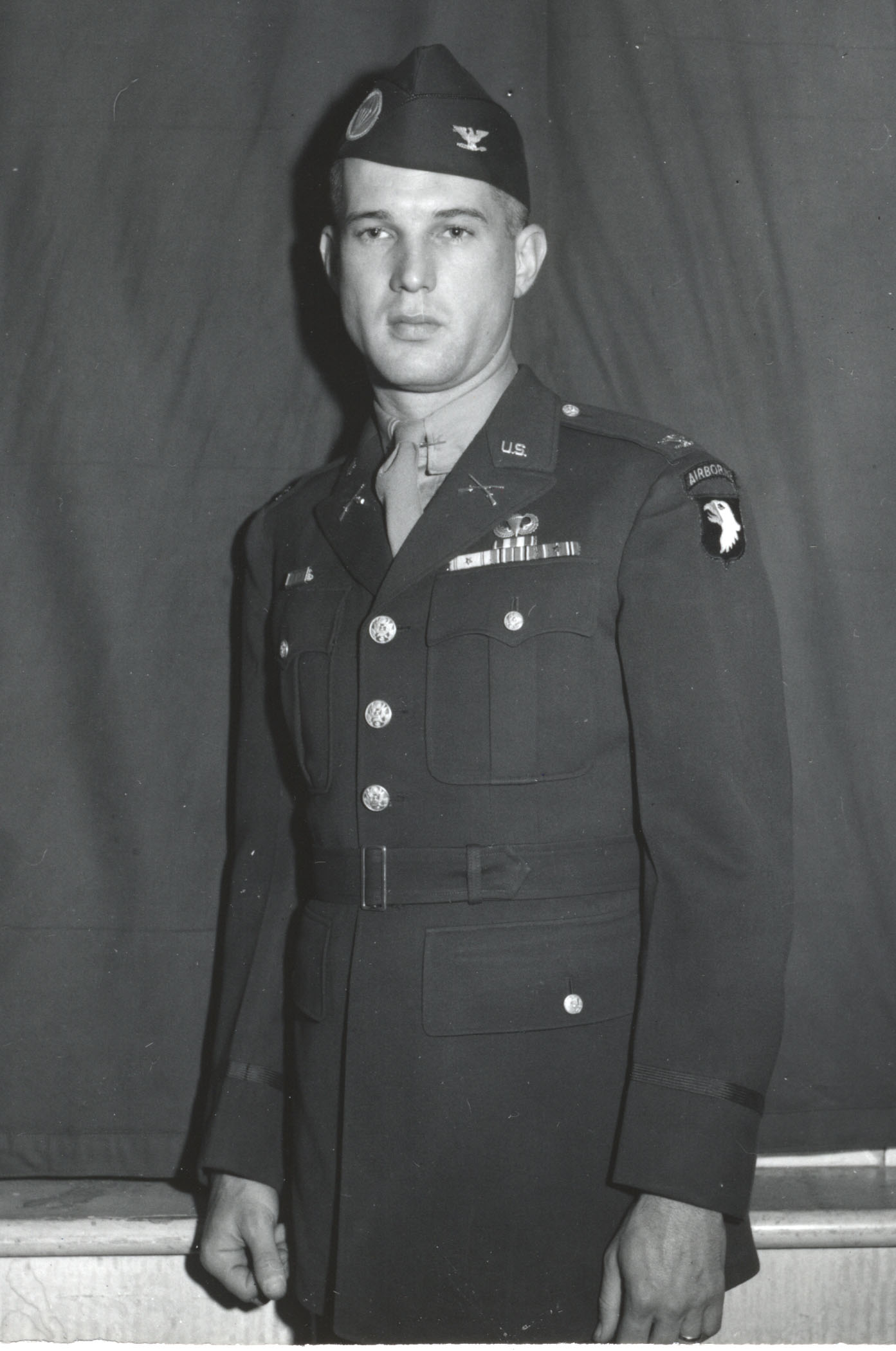
Kolonel Michaelis tijdens de Tweede Wereldoorlog

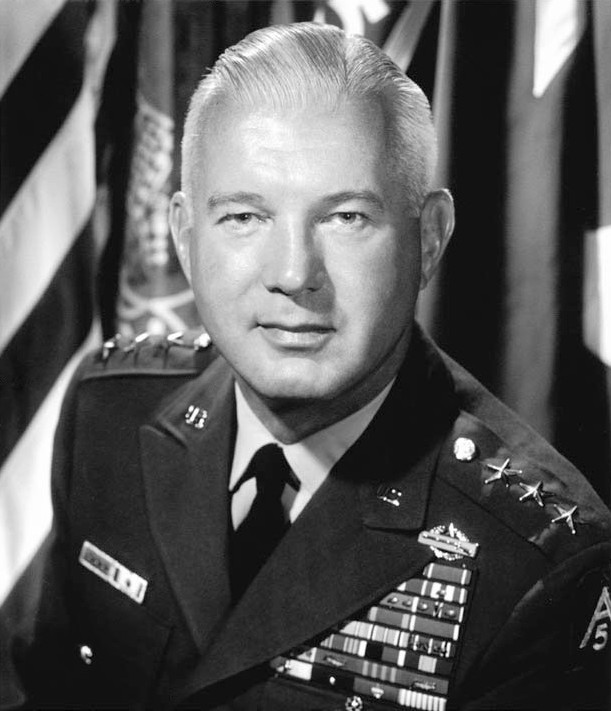
John H. Michaelis als luitenant-generaal

John Hersey Michaelis (20 augustus 1912 - 31 oktober 1985) was een viersterrengeneraal in het Amerikaanse leger. Hij nam deel aan de Tweede Wereldoorlog en de Koreaanse Oorlog. Hij fungeerde als bevelhebber van de Amerikaanse strijdkrachten in Korea van 1969 tot 1972.

## Opleiding
Na zijn middelbareschooldiploma nam Michaelis in 1931 dienst in het Amerikaanse leger.
Hij diende als infanterist waarna hij werd toegelaten tot West Point en studeerde daar in 1936 af.

## Tweede Wereldoorlog
Tijdens de Tweede Wereldoorlog was hij executive officer met de rang van luitenant-kolonel van het 502e regiment van de 101e Luchtlandingsdivisie van het Amerikaanse leger.
De bevelhebber van het regiment, George Van Horn Moseley Jr, brak zijn been bij de luchtlandingen in Normandië op 6 juni 1944.
Michaelis weigerde daar een opdracht van Moseley om een patrouille op een zelfmoordmissie te sturen en moest, naar eigen zeggen, wegduiken om niet neergeschoten te worden.
Op 9 juni kreeg Moseley vanwege zijn verwonding het bevel het commando over zijn eenheid over te dragen aan Michaelis.
Later nam het regiment deel aan de slag om Carentan.
Zij gingen op 29 juli 1944 weer terug naar Engeland.
Op 17 september 1944 landde Michaelis met zijn eenheid in de dropzone bij Son als onderdeel van operatie Market Garden.
Hij had opdracht de brug over de Dommel bij Sint-Oedenrode in te nemen, en de dropzones te bewaken zodat daar zweefvliegtuigen konden landen.
Michaelis kreeg opdracht om de brug over het Wilhelminakanaal bij Best in te nemen en stuurde daarvoor een compagnie op pad.
Wegens de ondervonden tegenstand (de zwaarste die het 101e ondervond op de eerste twee dagen van Market Garden) stuurde hij later ook de rest van het derde bataljon, op 18 september gevolgd door nog een bataljon. 
De twee mannen van het 502e die onderscheiden werden met de Medal of Honor, Robert Cole en Joe Mann, sneuvelden bij deze gevechten tussen Son en Best.
De brug werd opgeblazen voor hij kon worden veroverd.
Michaelis werd bevorderd tot kolonel tijdens deze gevechten.
Michaelis zelf raakte enkele keren gewond, en op 22 september werd hij door een Duitse artilleriegranaat zo zwaar verwond dat hij niet langer het bevel kon voeren. 
Dat werd overgenomen door luitenant-kolonel Chappuis.
Op 28 december 1944, na zijn herstel, kwam Michaelis terug in actieve dienst als chef-staf van de 101e Luchtlandingsdivisie. 
In die periode vond o.a. het Ardennenoffensief plaats; Michaelis was toen in Bastogne.
Hij bleef in deze functie tot 10 februari 1945.

## Na de Tweede Wereldoorlog
Na afloop van de oorlog trad hij toe tot de generale staf van het United States Department of War. 
Net als vele anderen werd hij na de oorlog teruggeplaatst in rang, en hij was weer luitenant-kolonel. 
Hij werd uiteindelijk aide-de-camp voor Dwight Eisenhower van 1947 tot 1948.
Hij diende bij de staf van het Eighth United States Army (EUSA) in Japan.

## Koreaanse oorlog
Aan het begin van de Koreaanse oorlog werd Michaelis commandant van het 27e Infanterieregiment ("Wolfhounds") van de EUSA.
Hij werd al snel weer gepromoveerd tot kolonel.
Hij nam deel aan de slag om de Pusan perimeter (bekend geworden als Battle of the Bowling Alley). Voor zijn prestaties toen kreeg hij een onderscheiding, het Distinguished Service Cross.
Zijn eenheid had zich nooit teruggetrokken zonder bevel van hogerhand.
Hij werd aangeduid als Mike Michaelis, hoewel zijn voornaam John was; en als Iron Mike.
Begin maart 1951 werd hij bevorderd tot brigadier-generaal.
Hij verliet het 27e op 9 december 1951.
Hij kreeg de rang van luitenant-generaal in januari 1952.

## Later
Na terugkomst uit Korea werd Michaelis Commandant of Cadets bij West Point (1952-1954).
Andere posities die bij bekleedde waren het bevel over de Amerikaanse legerstrijdkrachten in Alaska (vanaf augustus 1959), het commando over het V Corps (mei 1962 - juli 1963) en later over het 5th Army te Fort Sheridan, Illinois, waar veel rekruten werden opgeleid voor de Vietnamoorlog.
Hij kreeg op 1 oktober 1969 de rang van (viersterren-)generaal.  Hij kreeg toen de leiding over de United Nations Command (CINCUNC), de U.S. Forces Korea (COMUSFK) en de Eighth U.S. Army, (1969–1972).
Michaelis verliet de actieve dienst in 1972.
Hij stierf in 1985 op 73-jarige leeftijd in de Amerikaanse plaats Clayton (Georgia) aan een hartaanval.

## Eerbetoon
Naast het Distinguished Service Cross ontving hij de onderscheidingen Silver Star, Legion of Merit en Bronze Star.
In Best, waar zijn toenmalige eenheid de eerste bevrijders waren, is met zijn toestemming een atletiekvereniging naar hem genoemd. 
Ook werd hij ereburger van Best.